# Idalus crinis
Idalus crinis är en fjärilsart som beskrevs av Druce 1884. Idalus crinis ingår i släktet Idalus och familjen björnspinnare. Inga underarter finns listade i Catalogue of Life.